# پینارلی (دینار)
پینارلی (به ترکی استانبولی: Pınarlı) یک منطقهٔ مسکونی در ترکیه است که در دینار (شهر) واقع شده‌است.